# Горан Јагодник
Горан Јагодник (Копер, СФРЈ 23. мај 1974) је бивши словеначки кошаркаш. Играо је на позицији крила.

## Клупска каријера
- 1991—1994.  Копер
- 1994—1999.  Хопси Ползела
- 1999—2000.  Турк Телеком
- 2000—2001.  ТЕД Анкара Колејлилер
- 2001—2001  Олимпик Лозана
- 2001—2002.  Локомотива Минерална вода
- 2002—2006.  Проком Трефл Сопот
- 2006—2006.  Динамо Московска регија
- 2006—2006.  Скафати
- 2007—2007.  Анвил Влоцлавек
- 2007—2008.  Хемофарм
- 2008—2009.  Нимбурк
- 2009—2009.  Хопси Ползела
- 2009—2010.  Хемофарм
- 2010—2012.  Унион Олимпија
- 2013—2015.  Хопси Ползела
- 2015—2015.  Унион Олимпија

## Репрезентација
Јагодник је са репрезентацијом Словеније наступао на шест Европских првенстава (1997, 1999, 2001, 2007, 2009, 2011) и на једном Светском првенству (2010).